# スポーツ&ニュース (NHK)
『スポーツ&ニュース』（ - アンド - ）は、2006年4月3日から2007年3月30日まで、NHK総合テレビジョンで放送されていた平日深夜の報道番組。放送時間は23:30 - 23:55（JST）の25分間。

## 概要・開始の経緯
2006年3月31日まで22時台に放送されていた『NHKニュース10』が終了し、同年4月3日からプライムタイムのニュース番組を『ニュースウオッチ9』に移行することになった。これに伴い、3月まで午前0時に放送していたニュース（およびスポーツニュース）と、0時前に放送していた解説番組『あすを読む』の後継『時論公論』を25分間に集約して放送するというもの。23時台のニュースは、『NHKニュース11』以来6年振りで、よるドラに替わる帯番組となった。（よるドラは月曜から木曜の週4日ベルトだったが、当番組以後は金曜日を含めた平日週5日ベルトとなった）
海外向けにはNHKワールド・プレミアムのみ放送され、NHKワールドTVでは放送されなかった。
午前0時以降も同じキャスターが引き続きニュースを伝えることもあった。2006年4月以降の、放送日上の1日の最終ニュースは25時に移動した（10分間の放送、土曜日・日曜日は別の放送時間）。
2006年11月15日は、千島列島で発生した地震報道のため、23:00から50分間「NHKニュース」として、地震以外のニュースやスポーツニュース、天気予報を放送した。この時のキャスターは工藤ではなく、当時『NHKニュース7』の週末キャスターを務めていた末田正雄が伝えた。さらに、『時論・公論』のコーナーは単独番組として、24:40 - 24:50の枠で放送された（この日の放送は、もともと「スポーツ&ニュース」としては23:50に終了し、23:50 - 24:40まで『史上初!ハイビジョン生中継 LIVE宇宙ステーション』という、国際宇宙ステーションから初めてハイビジョンで中継を結ぶという番組が企画されており、『時論・公論』のコーナーは、この番組の直後に放送されることになっていたため）。
2007年度からは、それまで翌日午前1時から改めて10分間放送されていたニュースを統合し、『きょうのニュース&スポーツ』（NHK初めての日またぎニュースワイド。0時を過ぎると「きょうの」が外れる）に生まれ変わることになり、キャスターも一新された。この番組が終了する際、工藤は番組終了の挨拶はせず、いつものように「この後はお近くの放送局からお伝えします。」と言い、新番組の予告をしなかった。23:55からローカルニュースにそのまま直結するため、エンディングはスタジオの引きの映像を背景に、画面右下に「スポーツ&ニュース」のロゴを表示するという簡素なもの（「終/制作・著作 NHK」の字幕は無し）だった。

## メインキャスター
- 工藤三郎（エグゼクティブアナウンサー）

※一般ニュース、スポーツ、天気予報を全て兼務した。
※工藤はプロ野球シーズン中「NHKプロ野球」の実況を担当することが多く、出演できない時は坂梨哲士（当時東京アナウンス室所属）が代役を務めた。

## 番組の流れ
- オープニング

※タイトルCGの後、工藤が「こんばんは、11時半になりました。『スポーツ＆ニュース』です」と言って本編に入る。
- スポーツニュース（プロ野球、Jリーグを初めとした各種スポーツの結果・話題など）
- 東京・品川駅付近の中継映像
- その日の主要なニュース、市況（為替、株価指標）

※基本的にはスポーツニュースから入って、大体23:38ごろから一般ニュースに入るが、重大なニュースがあったとき（地震情報、台風情報、国際情勢など）は一般ニュースから先に放送するケースもあった。この場合、品川駅付近の中継映像は入らない。
- 時論公論（23:45から23:54まで）

NHK解説委員が日替わりで出演し、最新の国内外の情勢を詳しく分析する。1人で担当するが、数名が出演することもある。この企画は、後継番組の「きょうのニュース&スポーツ」でも続けられ、2010年3月29日からは単独番組として放送されている。
- 気象情報（23:54ごろ　エンディング）
- 番組終了後、総合テレビは各地からのニュースを5分間（別番組の扱いのため、番組終了時は、「NHKニュース」と表示）NHKワールド・プレミアムは『経済最前線』を放送。

## その他
スポーツニュース
2006年12月24日・2007年7月8日日曜日と、2007年3月3日・31日・7月7日の土曜日に、「スポーツ&ニュース」から「&」を抜き取ったタイトルロゴで「スポーツニュース」が放送された。2006年12月は橙色を2007年3月及び7月は水色をベースにしていたが、オープニングはなかった。
2007年3月の場合、『日本の、これから』の特別番組の放送と『土曜ドラマ』の放送時間の繰り下げに伴い『つながるテレビ@ヒューマン』の放送が休止になった代替として、スポーツニュースを、3日は23:10から10分間、31日は22:15から15分間放送した。この時のキャスターは一橋忠之。
2007年7月の場合、『ウィンブルドン選手権中継』の放送が組まれていたため、7月7日の『土曜スポーツタイム』の放送が休止になり、その代替としてスポーツニュースを22:00から5分間放送した。キャスターは3月と同じく一橋が務めた。また、翌8日の『サンデースポーツ』も休止したため、23:10から5分間放送した。この時のキャスターは休止したサンデースポーツのサブキャスターの與芝由三栄。